# Nyhus (borg)
Borgen Nyhus (på tysk Niehuus) var en tidligere tårnborg beliggende ved den såkaldte krumme vej, en sidevej til hærvejen der førte til Flensborg by. Stedet ligger nu i Tyskland umiddelbart øst for den nuværende dansk-tyske grænse nordvest for landsbyen Nyhus ved Flensborg-forstaden Harreslev. Vandløbet Kruså løber umiddelbart vest, nord og øst om voldstedet.
Borgen blev bygget 1345 af grev Claus af Holsten som led i forsvaret af købstaden Flensborg. Den blev bygget i en periode, hvor holstenske greve og danske konge kæmpede om herredømmet over Sønderjylland/Slesvig. Senere kom Nyhus under den danske krone og Erik af Pommern oprettede på stedet et toldsted. Hærvejens toldsted fungerede dog kun få år. Da Duborg Slot blev opført i 1411 forsvandt fæstningens betydning. I 1431 blev borgen ødelagt.
Fæstningens fundament, borghøj eller sokkel og voldgrav anes stadig som et relief i landskabet. Det skønnes at borgen har bestået af en høj med omkringliggende grav, der er altså tale om en motte.